# Goldene Himbeere 2012
Die Goldene Himbeere 2012 (engl.: 32nd Golden Raspberry Awards) wurde am 1. April 2012 in Santa Monica, Kalifornien verliehen. Abweichend der Tradition wurde die Himbeere erstmals seit 1984 nicht am Vorabend der Oscarverleihung verliehen, sondern am April Fools’ Day. Lediglich die Nominierungen wurden am Vorabend der Oscarverleihung, am 25. Februar 2012, bekanntgegeben.
Der Film Jack und Jill erhielt im Vorfeld zwölf Nominierungen für den Negativpreis. Adam Sandler bzw. seine Filme im Filmjahr 2011 wurden mit insgesamt elf Nominierungen bedacht; nie zuvor war ein Schauspieler so häufig in einem Jahr nominiert. Außerdem stellte der Film bis dato einen weiteren Rekord auf: Bei der Verleihung wurde der Film in jeder Kategorie ausgezeichnet, was sonst noch keinem Film gelang.

## Preisträger und Nominierte
Es folgt die komplette Liste der Preisträger und Nominierten.
| Kategorien                                  | Preisträger und Nominierte |
| ------------------------------------------- | --- |
| Schlechtester Film                          | Jack und Jill |
| Schlechtester Film                          | Bucky Larson: Born to be a Star |
| Schlechtester Film                          | Happy New Year |
| Schlechtester Film                          | Transformers 3 |
| Schlechtester Film                          | Breaking Dawn – Biss zum Ende der Nacht, Teil 1                                                                                       |
| Schlechtester Schauspieler                  | Adam Sandler in Jack und Jill (als Jack) und Meine erfundene Frau                                                                     |
| Schlechtester Schauspieler                  | Russell Brand in Arthur |
| Schlechtester Schauspieler                  | Nicolas Cage in Drive Angry, Der letzte Tempelritter und Trespass                                                                     |
| Schlechtester Schauspieler                  | Taylor Lautner in Atemlos – Gefährliche Wahrheit und Breaking Dawn – Biss zum Ende der Nacht, Teil 1                                  |
| Schlechtester Schauspieler                  | Nick Swardson in Bucky Larson: Born to be a Star                                                                                      |
| Schlechteste Schauspielerin                 | Adam Sandler in Jack und Jill (als Jill)                                                                                              |
| Schlechteste Schauspielerin                 | Martin Lawrence (als Big Momma) in Big Mama’s Haus – Die doppelte Portion                                                             |
| Schlechteste Schauspielerin                 | Sarah Palin (als sie selbst) in The Undefeated                                                                                        |
| Schlechteste Schauspielerin                 | Sarah Jessica Parker in Der ganz normale Wahnsinn – Working Mum und Happy New Year                                                    |
| Schlechteste Schauspielerin                 | Kristen Stewart in Breaking Dawn – Biss zum Ende der Nacht, Teil 1                                                                    |
| Schlechtester Nebendarsteller               | Al Pacino in Jack und Jill |
| Schlechtester Nebendarsteller               | Patrick Dempsey in Transformers 3 |
| Schlechtester Nebendarsteller               | James Franco in Your Highness |
| Schlechtester Nebendarsteller               | Ken Jeong in Big Mama’s Haus – Die doppelte Portion, Hangover 2, Transformers 3 und Der Zoowärter                                     |
| Schlechtester Nebendarsteller               | Nick Swardson in Jack und Jill und Meine erfundene Frau                                                                               |
| Schlechteste Nebendarstellerin              | David Spade (als Monica) in Jack und Jill                                                                                             |
| Schlechteste Nebendarstellerin              | Katie Holmes in Jack und Jill |
| Schlechteste Nebendarstellerin              | Rosie Huntington-Whiteley in Transformers 3                                                                                           |
| Schlechteste Nebendarstellerin              | Brandon T. Jackson (als Charmaine) in Big Mama’s Haus – Die doppelte Portion                                                          |
| Schlechteste Nebendarstellerin              | Nicole Kidman in Meine erfundene Frau                                                                                                 |
| Schlechteste Filmpaarung                    | Adam Sandler und entweder Katie Holmes, Al Pacino oder Adam Sandler in Jack und Jill                                                  |
| Schlechteste Filmpaarung                    | Nicolas Cage und jeder, der mit ihm in einem seiner drei Filme 2011 zu sehen war in Drive Angry, Der letzte Tempelritter und Trespass |
| Schlechteste Filmpaarung                    | Shia LaBeouf und das Unterwäschemodel (Rosie Huntington-Whiteley) in Transformers 3                                                   |
| Schlechteste Filmpaarung                    | Adam Sandler und entweder Jennifer Aniston oder Brooklyn Decker in Meine erfundene Frau                                               |
| Schlechteste Filmpaarung                    | Kristen Stewart und entweder Taylor Lautner oder Robert Pattinson in Breaking Dawn – Biss zum Ende der Nacht, Teil 1                  |
| Schlechteste Neuverfilmung oder Fortsetzung | Jack und Jill |
| Schlechteste Neuverfilmung oder Fortsetzung | Arthur |
| Schlechteste Neuverfilmung oder Fortsetzung | Bucky Larson: Born to be a Star |
| Schlechteste Neuverfilmung oder Fortsetzung | Hangover 2 |
| Schlechteste Neuverfilmung oder Fortsetzung | Breaking Dawn – Biss zum Ende der Nacht, Teil 1                                                                                       |
| Schlechteste Regie                          | Dennis Dugan für Jack und Jill und Meine erfundene Frau                                                                               |
| Schlechteste Regie                          | Michael Bay für Transformers 3 |
| Schlechteste Regie                          | Tom Brady für Bucky Larson: Born to be a Star                                                                                         |
| Schlechteste Regie                          | Bill Condon für Breaking Dawn – Biss zum Ende der Nacht, Teil 1                                                                       |
| Schlechteste Regie                          | Garry Marshall für Happy New Year |
| Schlechtestes Drehbuch                      | Jack und Jill von Adam Sandler, Ben Zook, Steve Koren und Robert Smigel                                                               |
| Schlechtestes Drehbuch                      | Bucky Larson: Born to be a Star von Adam Sandler, Allen Covert und Nick Swardson                                                      |
| Schlechtestes Drehbuch                      | Happy New Year von Katherine Fugate                                                                                                   |
| Schlechtestes Drehbuch                      | Transformers 3 von Ehren Kruger |
| Schlechtestes Drehbuch                      | Breaking Dawn – Biss zum Ende der Nacht, Teil 1 von Melissa Rosenberg                                                                 |
| Schlechtestes Ensemble                      | Die gesamte Besetzung von Jack und Jill                                                                                               |
| Schlechtestes Ensemble                      | Die gesamte Besetzung von Bucky Larson: Born to be a Star                                                                             |
| Schlechtestes Ensemble                      | Die gesamte Besetzung von Happy New Year                                                                                              |
| Schlechtestes Ensemble                      | Die gesamte Besetzung von Transformers 3                                                                                              |
| Schlechtestes Ensemble                      | Die gesamte Besetzung von Breaking Dawn – Biss zum Ende der Nacht, Teil 1                                                             |